# Kay Windthorst
Kay Windthorst (* 2. März 1961 in Heidelberg) ist ein deutscher Rechtswissenschaftler und Hochschullehrer an der Universität Bayreuth.

## Leben
Nach dem Abitur in Stuttgart 1980 studierte Windthorst, Sohn des Managers Elmar Windthorst, zunächst Wirtschaftswissenschaften an der Universität Hohenheim, brach dieses Studium 1981 jedoch wieder ab und leistete seinen Wehrdienst ab. Anschließend nahm er ab dem Wintersemester 1982 das Studium der Rechtswissenschaften an der Universität München auf, das er 1988 mit dem Ersten Juristischen Staatsexamen beendete. Nach dem anschließenden Referendariat in Bayern und dem Zweiten Staatsexamen 1992 arbeitete Windthorst zunächst bis 1995 als Rechtsanwalt für Verwaltungsrecht in München und Berlin. Parallel dazu arbeitete er von 1994 bis 1995 als wissenschaftlicher Mitarbeiter am  Lehrstuhl für Staats- und Verwaltungsrecht der Universität Potsdam. Im Juli 1997 schloss Windthorst an der Universität München seine Promotion zum Dr. iur. ab. Ab 1996 bis 2001 arbeitete er als wissenschaftlicher Assistent am Lehrstuhl für Staats- und Verwaltungsrecht und am Institut für Rechtsfragen der Medizin der Universität Düsseldorf. 2001 wurde ihm von der DFG ein Habilitationsstipendium gewährt, sodass er im Januar 2002 an der Universität zu Köln das Habilitationsverfahren in Gang setzte. Dieses schloss er 2008 ab, womit ihm die Venia legendi für die Fächer Staatsrecht, Verwaltungsrecht, Telekommunikationsrecht, Europarecht, Rechtsvergleichung, Rechtstheorie und Sozialrecht verliehen wurde.
Nach einer Lehrstuhlvertretung an der Universität Köln nahm Windthorst einen Ruf der Universität Bayreuth auf den Lehrstuhl für Öffentliches Recht an, den er von Oktober 2009 bis April 2011 innehatte. Im April 2011 wechselte er innerhalb der Universität Bayreuth auf den Lehrstuhl für Öffentliches Recht, Rechtsdogmatik und Rechtsdidaktik, den er seitdem bekleidet. Seit 26. Juli 2011 ist er zudem geschäftsführender Direktor der rechts- und wirtschaftswissenschaftlichen Forschungsstelle für Familienunternehmen der Universität Bayreuth, von 2011 bis 2014 war er Studiendekan der Fachgruppe Rechtswissenschaft an der Bayreuther rechts- und wirtschaftswissenschaftlichen Fakultät. Er ist sowohl im Kuratorium als auch im Wissenschaftlichen Beirat der Stiftung Familienunternehmen vertreten.
Er ist Gesellschafter der Franz Haniel & Cie. GmbH aus Duisburg und Mitglied des Kuratoriums der Stiftung Familienunternehmen.

## Privates
Kay Windhorst lebt in Gmund am Tegernsee.

## Werke (Auswahl)
Windthorsts Forschungsschwerpunkte liegen vor allem im deutschen Verwaltungsrecht und dem deutschen und internationalen Wirtschaftsrecht. Ein weiterer Schwerpunkt liegt in der Erforschung wirtschaftlicher und rechtlicher Grundlagen von Familienunternehmen.
- Verfassungsrecht I – Grundlagen. C.H. Beck, München 1995, ISBN 978-3-406-38536-0.
- Der Universaldienst im Bereich der Telekommunikation – Eine öffentlichrechtliche Betrachtung unter Einbezug des amerikanischen Rechts. Duncker & Humblot, Berlin 2000, ISBN 978-3-428-09300-7 (Dissertation).
- Die integrierte Versorgung in der gesetzlichen Krankenversicherung. Nomos, Baden-Baden 2002, ISBN 978-3-7890-7754-8.
- Der verwaltungsgerichtliche einstweilige Rechtsschutz. Mohr Siebeck, Tübingen 2009, ISBN 978-3-16-149828-2 (Habilitationsschrift).
- mit Christoph Gröpl und Christian von Coelln: Grundgesetz: GG – Studienkommentar. 3. Auflage. C.H. Beck, München 2017, ISBN 978-3-406-71258-6.
- Staatshaftungsrecht. 2. Auflage. C.H. Beck, München, ISBN 978-3-406-55192-5.